# Francisco Rodríguez (Radsportler, 1915)
Francisco Rodríguez Ledesma (* 10. Oktober 1915 in Municipio Amealco de Bonfil; † 1. Juni 1998 in Mexiko-Stadt) war ein mexikanischer Radrennfahrer.

## Sportliche Laufbahn
Rodríguez war im Straßenradsport aktiv. 1948 war er Teilnehmer der Olympischen Sommerspiele in London. Das olympische Straßenrennen beendete er nicht. Mexiko kam mit Placido Herrera, Francisco Rodríguez, Gabino Rodríguez und Manuel Solis nicht in die Mannschaftswertung.